# I Could Break Your Heart Any Day of the Week
I Could Break Your Heart Any Day of the Week è un singolo della cantante e attrice statunitense Mandy Moore, pubblicato nel 2009 ed estratto dal suo sesto album in studio Amanda Leigh.

## Tracce
- Download digitale

1. I Could Break Your Heart Any Day of the Week – 2:53

## Video
Il videoclip della canzone è stato diretto da Ghost Town Media e vede la partecipazione di Chuck Liddell.